# Chennai Open Challenger
Il Chennai Open Challenger è un torneo professionistico di tennis giocato su cemento, che fa parte dell'ATP Challenger Tour e che assegna 80 punti ATP al vincitore. Si gioca annualmente a Chennai in India dal 2018. Dopo una pausa di tre anni è stato di nuovo disputato nel 2023 nella categoria Challenger 100.

## Albo d'oro

### Singolare
| Anno       | Campione        | Finalista                 | Punteggio        |
| ---------- | --------------- | ------------------------- | ---------------- |
| 2025       | Kyrian Jacquet  | Elias Ymer                | 7–6(1), 6–4      |
| 2024       | Sumit Nagal     | Luca Nardi                | 6–1, 6–4         |
| 2023       | Max Purcell     | Nicolas Moreno de Alboran | 5–7, 7–6(2), 6–4 |
| 2022- 2020 | Non disputato   | Non disputato             | Non disputato    |
| 2019       | Corentin Moutet | Andrew Harris             | 6–3, 6–3         |
| 2018       | Jordan Thompson | Yuki Bhambri              | 7–5, 3–6, 7–5    |

### Doppio
| Anno       | Campioni                          | Finalista                                           | Punteggio           |
| ---------- | --------------------------------- | --------------------------------------------------- | ------------------- |
| 2025       | Shintarō Mochizuki Kaito Uesugi   | Saketh Myneni Ramkumar Ramanathan                   | 6–4, 6–4            |
| 2024       | Saketh Myneni Ramkumar Ramanathan | Rithvik Choudary Bollipalli Niki Kaliyanda Poonacha | 3–6, 6–3, [10–5]    |
| 2023       | Jay Clarke Arjun Kadhe            | Sebastian Ofner Nino Serdarušić                     | 6–0, 6–4            |
| 2022- 2020 | Non disputato                     | Non disputato                                       | Non disputato       |
| 2019       | Gianluca Mager Andrea Pellegrino  | Matt Reid Luke Saville                              | 6–4, 7–6(7)         |
| 2018       | Sriram Balaji Vishnu Vardhan      | Cem İlkel Danilo Petrović                           | 7–6(5), 5–7, [10–5] |